# Tarsolepis inouei
Tarsolepis inouei är en fjärilsart som beskrevs av Okano 1958. Tarsolepis inouei ingår i släktet Tarsolepis och familjen tandspinnare. Inga underarter finns listade i Catalogue of Life.